# $pringfield (or, How I Learned to Stop Worrying and Love Legalized Gambling)
$pringfield, Or How I Learned to Stop Worrying and Love Legalized Gambling, llamado $pringfield (o cómo aprendí a amar el juego legalizado) en España y $pringfield próspero, o el problema del juego en Hispanoamérica, es el décimo episodio perteneciente a la quinta temporada de la serie animada Los Simpson, emitido originalmente el 16 de diciembre de 1993. El episodio fue escrito por Bill Oakley y Josh Weinstein, y dirigido por Wes Archer. Gerry Cooney y Robert Goulet fueron las estrellas invitadas.

## Sinopsis
Con economía de Springfield en depresión, el alcalde Joe Quimby convoca a los ciudadanos a una reunión con el objeto de proponer ideas para realzarla. Seymour Skinner sugiere legalizar el juego para reactivar la economía y atraer visitantes a la ciudad. Todos, incluso Marge, apoyan la idea. Para construir el casino, el Sr. Burns y el alcalde trabajan juntos, y el lugar termina llamándose "Mr. Burns's Casino".
Cuando el local abre, Homer consigue un trabajo como croupier de blackjack. También visitan el casino Marge y Bart, pero el niño es echado por los empleados después de descubrir que era menor de 21 años. Al ser desafiado por uno de los trabajadores, Bart abre su propio casino, en su casa del árbol.
Mientras que Marge espera a su esposo para irse del casino, encuentra una ficha en el suelo, y prueba suerte en una máquina tragamonedas. Inmediatamente se vuelve adicta al juego. Mientras tanto, aunque su casino es un éxito, el Sr. Burns se vuelve excéntrico y paranoico, teniéndole un excesivo miedo a los gérmenes, usa pijamas todo el tiempo y su barba y uñas crecen.
Marge pasa todo el día apostando en el casino y comienza a dejar de lado a su familia. Comenzando por Maggie la cual es salvada de milagro por Barney de un tigre siberiano exhibido en el casino, recriminándole a Marge su descuido. En otra ocasión, Lisa despierta en medio de la noche y le cuenta a Homer que había sufrido una pesadilla con el Coco, provocando el pánico del padre, escondiéndose con los niños detrás del colchón. Al día siguiente, Bart va a recoger a Robert Goulet al aeropuerto (que en realidad debía ir al casino de Burns) para llevarlo a su pequeño casino en la casa del árbol.
La adicción de Marge crece cada día más. Un día, le promete a Lisa que la ayudaría con un disfraz del estado de Florida de tarea para la escuela, pero esta vuelve al casino y la niña debe presentarse con un pésimo disfraz hecho por Homer. Lisa, junto con Ralph Wiggum, reciben premios especiales por haber sido los niños que "obviamente no habían recibido ayuda de sus padres".
De vuelta en el casino de Burns, su propietario se parece cada día más al aviador Howard Hughes en sus últimos años, usando cajas de pañuelos en lugar de zapatos y diseñando un pequeño modelo de avión llamado Spruce Moose (la «Cumbancha volante» en Hispanoamérica y el «Alce pulcro» en España). Entre breve delirio, afirma que el aeroplano de madera a escala puede llevar «200 pasajeros del aeropuerto de Nueva York al Congo Belga en 17 minutos». Cuando ve a Homer por las cámaras de seguridad del casino buscando a Marge entre gritos, ordena a Smithers lo despida y que lo regrese a su puesto en la Planta Nuclear. Dándose cuenta de lo mucho que extrañaba a su empresa, Burns decide regresar y hacerse cargo de la misma.
Echándole en cara que le había culpado y fallado a Lisa con su promesa, Homer hace que Marge abandone el casino y olvide, por lo menos por un tiempo, su adicción con el juego.

## Producción

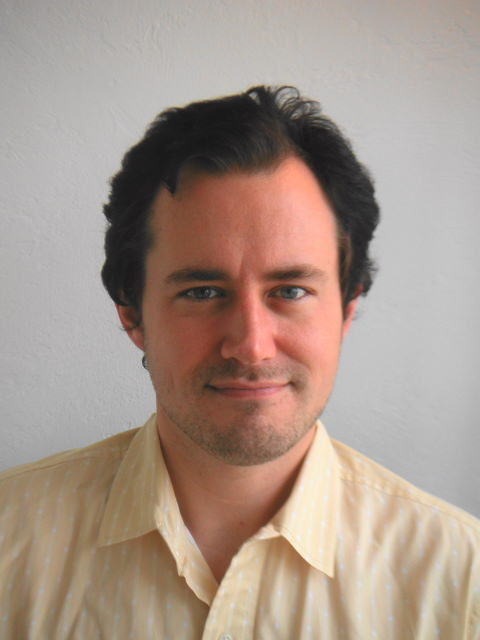
Bill Oakley fue uno de los guionistas del episodio.

El episodio fue escrito por Bill Oakley y Josh Weinstein, y dirigido por Wes Archer. La historia para el mismo surgió de un artículo en un periódico que encontraron Oakley y Weinstein sobre una ciudad de Misisipi que legalizaría el juego. Oakley dijo que otra inspiración para el episodio fue que no había muchos sobre Springfield como un todo en el cual se mostrase lo "desastrosa" que era la ciudad, por lo que rellenaron el primer acto con escenas en las que se ve lo desastrosa y triste que era Springfield. A Oakley le gustó particularmente la animación de las luces dentro del casino provenientes de las máquinas tragamonedas y de las lámparas en el techo. La "forma en que irradian su luz" siempre lo había sorprendido. Archer, quien dirigió la animación del episodio, también opinó que el detalle de las luces fue muy importante. Fueron especialmente complicadas de animar porque la animación se realizaba a mano, así que Archer estuvo conforme con los resultados. Una escena borrada del episodio muestra a Homer lanzándole cartas a James Bond. A los productores les gustó la escena, por lo que decidieron incluirla en el episodio de refritos The Simpsons 138th Episode Spectacular.
Hubo un período breve en el cual el episodio tuvo una historia secundaria diferente, la cual se basó en el restaurante Planet Hollywood. Groening había escuchado que si incluía a Planet Hollywood en Los Simpson, los creadores del restaurante, Arnold Schwarzenegger, Bruce Willis, y Sylvester Stallone, aceptarían aparecer como estrellas invitadas en el programa. A los guionistas de Los Simpson les entusiasmó la idea, por lo que escribieron la nueva historia secundaria, en la cual se incluyó al restaurante y a los tres actores. Pese a esto, por razones desconocidas, ninguno de ellos participó en el episodio.
En su lugar, Gerry Cooney y Robert Goulet fueron las estrellas invitadas interpretándose a sí mismos. El productor ejecutivo David Mirkin disfrutó de dirigir a Goulet porque fue "muy buena gente" con "un gran sentido del humor". Oakley pensó que era agradable que Goulet se riese de sí mismo en el episodio, lo cual era poco común en Los Simpson. En este episodio aparecen por primera vez Gunter y Ernst, los magos del casino que son continuamente atacados por su tigre blanco, Anastasia. Diez años después de la emisión original del episodio, Roy Horn, la inspiración para los personajes, había sido atacado por uno de sus tigres blancos. Aunque esta situación ha sido tomada como ejemplo de la vida imitando al arte, el equipo de producción de Los Simpson desechó la posibilidad de la predicción diciendo que era "inevitable que ocurriese" tarde o temprano. El Texano Rico también hace su primera aparición en este episodio.

## Referencias culturales

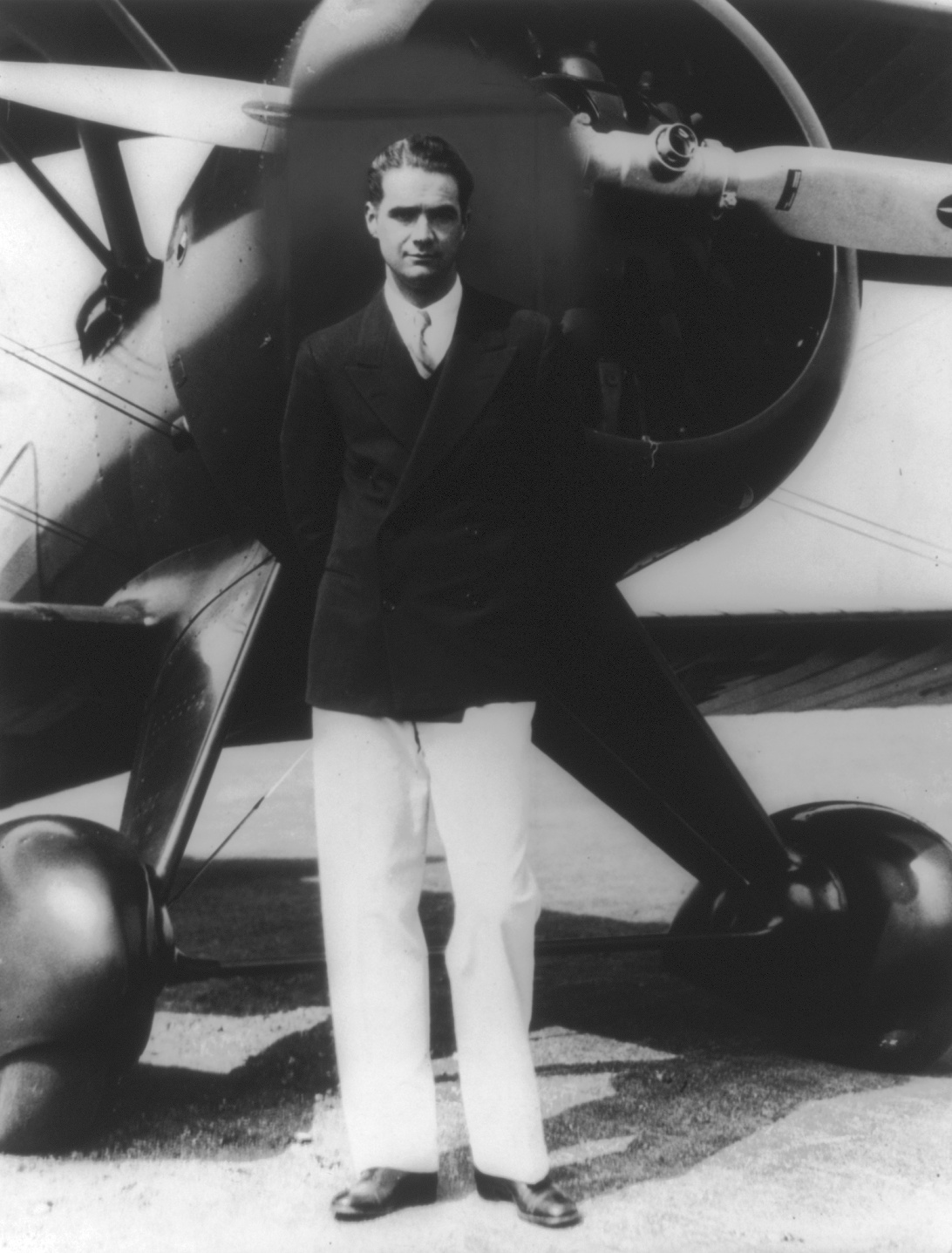
La obsesión del Sr. Burns con los gérmenes y la limpieza, y su negativa a abandonar su cuarto una vez que abre el casino, es una parodia del magnate estadounidense Howard Hughes.